# یائه هیمه
یائه هیمه (به ژاپنی: 八重姫 やえひめ) ; تولد نامشخص - مرگ نامشخص. در اواخر دوره هی‌آن مادر اولین پسر میناموتو نو یوریتومو و دختر ایتو سوکه‌چیکا از یک خاندان گوزوکو (ثروتمند و مالک) اهل ولایت ایزو، ایتو، شیزوئوکا (امروزه استان شیزوئوکا شهر ایتو)، ژاپن بود. بر پایه نظریه‌ها او همچنین مادر شیکن سوم هوجو یاسوتوکی پسر هوجو یوشیتوکی بود.
یائه هیمه همچنین به عنوان مادر شیکن سوم هوجو یاسوتوکی در نظر گرفته می‌شود. او ابتدا همسر اول میناموتو نو یوریتومو بود بعد به ازدواج مردی دیگر درآمد که در جنگ کشته شد و سپس با دومین شیکن هوجو یوشیتوکی ازدواج کرد. یائه هیمه نیز «آوا نو تسوبونه» نامیده شده است، اما آوا نو تسوبونه فردی متفاوت و خواهر یوشیتوکی است. همچنین این نظر وجود دارد که این نام به دلیل اینکه همزمان خاله (و همسر) و خواهر هوجو یوشیتوکی همین نام را داشته‌اند، نادرست است. ساکای کویچی همچنین می گیوید: «نکات زیادی وجود دارد که مشخص نیست یا نمی‌توان آنها را نشان داد.» پس از رد این فرضیه، او این فرضیه را مطرح کرد که او خواهر یوشیتوکی نیست بلکه همان شخص یائه هیمه، همسر اول میناموتو نو یوریتومو است. با این حال، واتانابه دایمون می‌گوید که هیچ پشتوانه تاریخی برای این فرضیه وجود ندارد و نکات زیادی وجود دارد که او نمی‌تواند با آنها موافق باشد و وجود یائه در وهله اول مشکوک است. گفته می‌شود که بسیار بعید است که یائه هیمه با پسر خواهر خود به یوشیتوکی ازدواج کرده باشد.
ساکای سوایچی نوشته است یائه هیمه پس از مرگ شوهر دومش اما نو جیرو (江馬次郎) در جنگ، با نام آوا نو تسوبونه در کاخ شوهر اولش یوریتومو شروع به کار کرد و با هوجو یوشیتوکی، که دارایی خاندان اما را به ارث برده بود، ازدواج کرد و هوجو یاسوتوکی بنا بر این فرضیه بعد از این ازدواج متولد شد. از سوی دیگر، واتانابه دایمون می‌گوید که فرضیه ساکای سوایچی فاقد پشتوانه تاریخی است و نکات زیادی وجود دارد که او نمی‌تواند با آنها موافق باشد و وجود یائه هیمه خود مشکوک است و اینکه یائه هیمه با هوجو یوشیتوکی ازدواج کرده است کاملاً غیر منطقی است.

## سنتسوروگوزن
گفته می‌شود سنتسوروگوزن پسری بود که توسط میناموتو نو یوریتومو، که در تبعید در ولایت ایزو زندگی می‌کرد، از دختر ایتو سوکه‌چیکا به نام یائه هیمه به دنیا آمد. اگرچه وجود او را نمی‌توان در مطالب تاریخی معتبر تأیید کرد، اما نام او را می‌توان در سوگا مونوگاتاری و گنپی توروکو یافت، و نام در «واگا ایکی شیدای» آمده است. گفته می‌شود که او به دستور پدربزرگش ایتو سوکه‌چیکا بر اثر غرق شدن در رودخانه کشته شد.
«سوگا مونوگاتاری» را می‌توان تقریباً به دو نوع تقسیم کرد: کتاب نام واقعی و کتاب‌های کانا. طبق کتاب نام واقعی، میناموتو نو یوریتومو در دوران تبعیدش عاشق سومین دختر ایتو سوکه‌چیکا شد و «سنتسوروگوزن» را به دنیا آورد. پس از بازگشت به خانه از کیوتو، سوکه‌چیکا از تولد «سنتسوروگوزن»، که از نسل یوریتومو که در آن زمان در تبعید بود و در خانه او تحت نظر بود، مطلع می‌شود و از ترس اینکه توسط ارباب فئودال کوماتسو-دونو (تایرا نو شیگه‌موری پسر ارشد تایرا نو کیوموری) سرزنش شود، تصمیم می‌گیرد که ریشه این پیوند خونی را قطع کند. با فراخواندن نگهبانان خود و دیگران، او دستور داد تا سنتسوروگوزن را با غرق کردن او در رودخانه بکشند.